# Gianluca Pagliuca
Gianluca Pagliuca (Bologna, 18 de Dezembro de 1966) é um ex-futebolista italiano. É considerado um dos melhores goleiros italianos dos anos 90. Suas atuações pela Sampdoria o levaram à seleção italiana, pela qual participou das Copas do Mundo de 1990, 1994 e 1998. Também brilhou na Inter e no Bologna. Encerrou a carreira neste último clube, aos 40 anos.

## Carreira
Em seu primeiro mundial, aos 23 anos, foi reserva de Walter Zenga. Quatro anos depois, já como titular absoluto na Copa dos Estados Unidos, foi expulso logo no segundo jogo, na vitória sobre a Noruega. Cumpriu suspensão nos dois jogos seguintes, quando foi substituído pelo reserva Luca Marchegiani, e só retornou nas quartas-de-final, contra a Espanha.
Nas eliminatórias para a Copa de 1998, perdeu a titularidade para Angelo Peruzzi, que só levou um gol em todo o torneio classificatório. Atuou apenas na primeira partida da repescagem contra a Rússia, em Moscou, mas foi substituído ainda no primeiro tempo por Gianluigi Buffon. A lesão de Peruzzi às vésperas do Mundial fez Pagliuca ser titular durante toda a Copa, embora usando a camisa 12 (Francesco Toldo usou a número 1). Naquele ano, após a eliminação para a anfitriã França, nas cobranças de pênalti, encerraria sua carreira na Squadra Azzura, aos 31 anos.
Pagliuca é o primeiro goleiro a ser expulso de uma Copa do Mundo. Somente ele, Taffarel e Emiliano Martínez, defenderam pênaltis em finais de Copa. Somou 10 jogos como titular da Itália em mundiais.

## Estatísticas
| Clube     | Clube          | Clube   | Liga  | Liga | Copa         | Copa         | Continental | Continental | Total | Total |
| Temporada | Clube          | Liga    | Jogos | Gols | Jogos        | Gols         | Jogos       | Gols        | Jogos | Gols  |
| Itália    | Itália         | Itália  | Liga  | Liga | Coppa Italia | Coppa Italia | Europa      | Europa      | Total | Total |
| --------- | -------------- | ------- | ----- | ---- | ------------ | ------------ | ----------- | ----------- | ----- | ----- |
| 1986/87   | Sampdoria      | Serie A | 0     | 0    |              |              |             |             |       |       |
| 1987/88   | Sampdoria      | Serie A | 2     | -1   |              |              |             |             |       |       |
| 1988/89   | Sampdoria      | Serie A | 33    | -25  |              |              |             |             |       |       |
| 1989/90   | Sampdoria      | Serie A | 34    | -26  |              |              |             |             |       |       |
| 1990/91   | Sampdoria      | Serie A | 32    | -22  |              |              |             |             |       |       |
| 1991/92   | Sampdoria      | Serie A | 34    | -31  |              |              |             |             |       |       |
| 1992/93   | Sampdoria      | Serie A | 29    | -39  |              |              |             |             |       |       |
| 1993/94   | Sampdoria      | Serie A | 34    | -39  |              |              |             |             |       |       |
| 1994/95   | Internazionale | Serie A | 34    | -34  |              |              |             |             |       |       |
| 1995/96   | Internazionale | Serie A | 34    | -30  |              |              |             |             |       |       |
| 1996/97   | Internazionale | Serie A | 34    | -35  |              |              |             |             |       |       |
| 1997/98   | Internazionale | Serie A | 34    | -26  |              |              |             |             |       |       |
| 1998/99   | Internazionale | Serie A | 29    | -40  |              |              |             |             |       |       |
| 1999/00   | Bologna        | Serie A | 32    | -39  |              |              |             |             |       |       |
| 2000/01   | Bologna        | Serie A | 34    | -53  |              |              |             |             |       |       |
| 2001/02   | Bologna        | Serie A | 34    | -40  |              |              |             |             |       |       |
| 2002/03   | Bologna        | Serie A | 34    | -47  |              |              |             |             |       |       |
| 2003/04   | Bologna        | Serie A | 34    | -53  |              |              |             |             |       |       |
| 2004/05   | Bologna        | Serie A | 38    | -36  |              |              |             |             |       |       |
| 2005/06   | Bologna        | Serie B | 42    | -42  |              |              |             |             |       |       |
| 2006/07   | Ascoli         | Serie A | 23    | -38  |              |              |             |             |       |       |
|           |                |         | 634   | -698 |              |              |             |             |       |       |
| Total     | Total          | Total   | 634   | -698 |              |              |             |             |       |       |

| Seleção Italiana de Futebol | Seleção Italiana de Futebol | Seleção Italiana de Futebol |
| Ano                         | Jogos                       | Gols                        |
| --------------------------- | --------------------------- | --------------------------- |
| 1991                        | 3                           | -2                          |
| 1992                        | 3                           | -1                          |
| 1993                        | 8                           | -4                          |
| 1994                        | 13                          | -9                          |
| 1995                        | 3                           | -2                          |
| 1996                        | 0                           | 0                           |
| 1997                        | 3                           | -5                          |
| 1998                        | 6                           | -4                          |
| Total                       | 39                          | -27                         |

## Títulos

### Clubes
U.C. Sampdoria
- Serie A: 1990–91
- Coppa Italia: 1987–88, 1988–89, 1993–94
- Supercoppa Italiana: 1991
- Recopa Europeia: 1989–90

F.C. Internazionale Milano
- Liga Europa da UEFA: 1997–98

### Seleção Nacional
Seleção Italiana de Futebol
- Copa do Mundo FIFA: 3º Lugar 1990, Vice-campeão 1994

### Individual
F.C. Internazionale Milano
- Guerin d'Oro: 1996–97

Bologna F.C.
- Guerin d'Oro: 2004–05

Ordem
 5ª Classe/Cavaleiro: Cavaliere Ordine al Merito della Repubblica Italiana: 1991